# Спорт Уанкайо
Спорт Уанкайо (на испански: Sport Huancayo) е перуански професионален футболен отбор от Уанкайо, регион Хунин. Основан е на 7 февруари 2007 г. Играе в перуанската Примера Дивисион. Носител на Копа Перу.

## История
Отборът е основан в началото на 2007 г. под името Уанкаина Спорт Клуб, а с настоящето се сдобива година по-късно. През 2008 г. печели Копа Перу и промоция за първа дивизия. Още през първия си сезон завършва на четвърто място и се класира за втория кръг на Копа Судамерикана, където отпада от уругвайския Дефенсор Спортинг след тежка загуба в първия мач с 9:0 и победа на реванша с 2:0. През 2011 г. подобрява рекордното си класиране и завършва трети, като с това печели право на участие в турнира за Копа Либертадорес, където отпада в първия кръг от аржентинския Арсенал де Саранди с общ резултат 4:1. Третото участие в международен турнир е през 2013 г., когато отпада в първия кръг на Копа Судамерикана от еквадорския Емелек с общ резултат 7:1.

## Футболисти

### Известни бивши футболисти
- Ирвен Авила

## Успехи
- Копа Перу:
  - Носител (1): 2008
- Лига Департаментал де Хунин:
  - Вицешампион (1): 2008
- Лига Провинсиал де Уанкайо:
  - Шампион (1): 2008
- Лига Дистритал де Ел Тамбо:
  - Шампион (2): 2007, 2008

## Рекорди
- Най-голяма победа:
  - в Примера Дивисион: 7:0 срещу Коронел Болонесе, 29 август 2009 г.
  - в международни турнири: 2:0 срещу Дефенсор Спортинг, Копа Судамерикана, 22 септември 2010 г.
- Най-голяма загуба:
  - в Примера Дивисион: 6:0 срещу Хуан Аурич, 5 юли 2014 г.
  - в международни турнири: 9:0 срещу Дефенсор Спортинг, Копа Судамерикана, 16 септември 2010 г.
- Най-много голове: Ирвен Авила – 47